# Luigi Palazzo
Luigi Palazzo (Torino, 1861 – Firenze, 1933) è stato un fisico italiano.

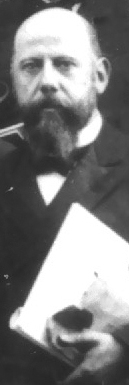
1907

Direttore dell'Ufficio Centrale di Meteorologia e Geodinamica, introdusse in Italia l'aerologia e contribuì a studiare la sismologia. Fu inoltre inventore del "pluviografo Palazzo".